# Raymond Ritter

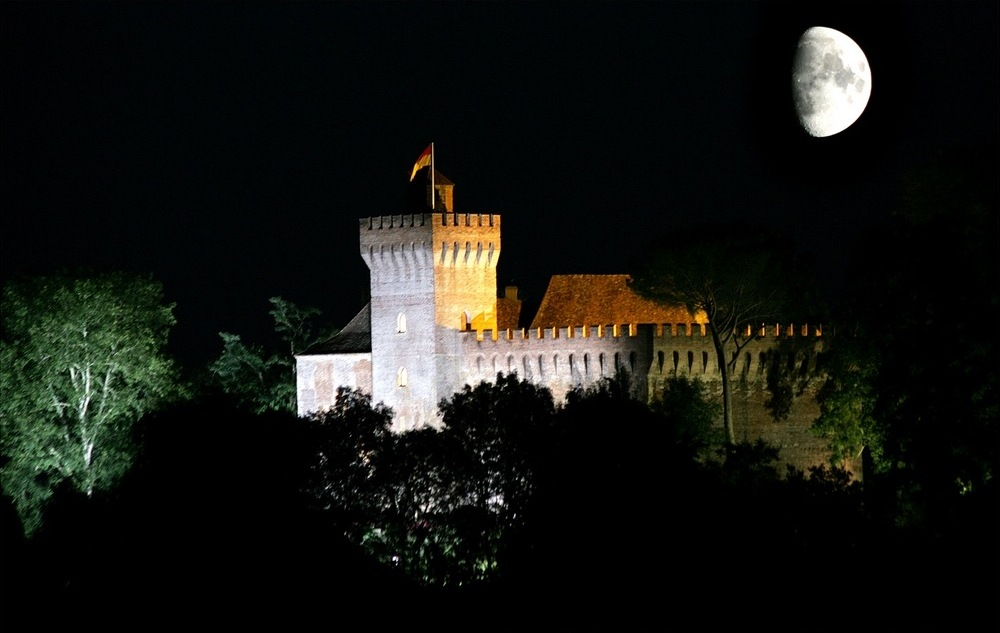
Le château de Morlanne

Raymond Ritter, né au Bouscat (Gironde), le 23 mai 1894 et mort au château de Morlanne, le 11 septembre 1974 est un avocat, un collectionneur, un historien seiziémiste et un pyrénéiste français. Il rénove de 1940 à 1974 le château de Morlanne, qu'il lègue en 1971 au département des Pyrénées-Atlantiques.

## Biographie
Né en Gironde, d’ascendance alsacienne et béarnaise, fils unique de Maurice Ritter (1863-1902), petit-fils de l'historien des sciences Frédéric Ritter, Raymond Ritter étudie le droit, devient avocat et exerce à Bordeaux. Réformé avant guerre, il s'engage néanmoins en 1916 mais est rapidement réformé à titre définitif pour cause de santé.
Parallèlement à sa carrière juridique, il mène des recherches biographiques, qui le conduisent à publier dès 1919, une monographie complète du château de Pau. Il édite par la suite les ballets de Catherine de Parthenay, des biographies de Catherine de Bourbon, de Corisande d’Andoins, d'Henri IV, de Gabrielle d'Estrées, de Marguerite de Navarre, et du Maréchal Bosquet, des monographies des constructions de Gaston Fébus en Béarn. Passionné par les Pyrénées, il fonde la revue éponyme (1894-1976), assurant la survie du Bulletin pyrénéen avec Louis Le Bondidier et le docteur Paul Fayon après 1933. Il le dirige sous forme de revue de 1950 jusqu’en 1974 (99 numéros), apportant un sang neuf, qu'il décrit ainsi :

« Les temps de l'exploration pyrénéenne sont révolus (…) La brillante période du pyrénéisme de difficulté, à son tour et par la force des choses, commence à offrir de moins en moins d'exploits inédits. En conséquence, sous peine de tourner fastidieusement en rond pour s'enliser dans des redites, une revue telle que la nôtre doit élargir son programme en y incluant, de la géologie à l'art populaire, de l'histoire à l'archéologie, de la botanique au folklore, de la littérature à l'industrie, tout ce qui intéresse, sur chacun de leurs versants, les Pyrénées, les coteaux et les plaines où elles envoient leurs eaux, et les mers qui les baignent. »

André Dussert lui succède à sa mort. À partir de 1940, Raymond Ritter restaure avec son épouse, Hélène Lapouble, le château de Morlanne, qu'il lègue au département des Pyrénées-Atlantiques en 1971. Parmi les tableaux de sa collection figurent des toiles attribuées à Canaletto, Pannini, Snyders, Nattier, Colson, Lépicié, Roslin et Fragonard. En 1968, il fonde avec Louis Sallenave, Charles Brugnot, Louis Anglade, et Georges Michaud, Les Amis du Livre Pyrénéen, association ayant pour but de publier des textes inédits concernant les Pyrénées françaises et espagnoles.
Il meurt dans son château en 1974. Sa veuve le suit en 2003. Il a pour neveu Jean Ritter, pyrénéiste comme lui.

## Publications principales
- [Catherine de Parthenay], Ballets allégoriques en vers, 1592-1593, publiés avec une introduction et des notes, par Raymond Ritter, Toulouse, Impr. des Arts ; Marius Bonneville, maître-imprimeur et Paris, Edouard Champion 1927. (ASIN B0018GS4DK)
- Le Château de Pau, E. Champion. 1919 (Prix Charles Blanc de l’Académie française, 1920).
- Cette grande Corisande., Paris, Éditions Albin Michel, 1936 (Prix d'Académie de l'Académie française, 1937).
- Russel et les monts maudits. Imprimé par Marrimpouey Jeune, Pau, 1943.
- Henry IV : lui-même, l'homme, Paris Albin Michel, 1944.
- La robe de geai. Bordeaux, éditions Delmas, 1946.
- Charmante Gabrielle, 1947, Albin Michel (Prix Montyon de l'Académie française, 1948)
- Les solitudes de Marguerite de Navarre, 1527-1549, Marrimponey Jeune, P. Champion, 1953.
- Châteaux, donjons et places fortes : l'architecture militaire française, 1953, Larousse.
- [avec Léon Bétard, Jean De Riquier], Charmes et merveilles de la Soule, Pau, 1957.
- Flandre au Lion Du verger mystique de Van Eyck au jardin d'amour de Rubens, R. Julliard, 1958. Raymond Ritter s'yattache à  relever le classicisme de Rubens et la truculence de Brueghel.
- Béarn, Bigorre, Cotes et Pays basque, Collection Les Beaux Pays Arthaud 1958.
- Une dame de chevalerie, Corisande d'Andoins, comtesse de Guiche (1959).
- La vie de Gabrielle d'Estrées, Le Cercle Historia, 1964.
- [avec Jean de Jaurgain], La Maison de Gramont, 1040-1967, avec une  préface d'Antoine de Lévis-Mirepoix, Lourdes, Les Amis du Musée Pyrénéen, 1968.
- L'Espagne corps et âme, 1972 chez Marrimpouey.
- L'architecture militaire du Moyen Âge, Paris, Fayard, coll. « Résurrection du passé », 1974, 204 p.
- La sœur d'Henri IV, Catherine de Bourbon, 1559-1604  (préf. Bernard Barbiche), Paris, Jean Touzot, 1985, t. 1, XXV-640 p.-XXVII folio de planches, t. 2, 603 p.-XXIII folio de (ISBN 2-86433-021-0)[3].

## Hommage
Le refuge d'llhéou, dans le massif de Cauterets (Hautes-Pyrénées), porte son nom depuis 1975.